# لاسه هالستروم
لارس سون «لاسه» هالستروم (سوئدی: Lars Sven "Lasse" Hallström؛ زادهٔ ۲ ژوئن ۱۹۴۶) کارگردان و فیلم‌نامه‌نویس اهل سوئد است. وی از سال ۱۹۷۳ میلادی تاکنون مشغول فعالیت بوده‌است.
او از کارگردان‌های مشهور اسکاندیناوی به‌شمار می‌رود که از ابتدای دهه ۱۹۹۰ در هالیوود ساکن شده و تاکنون فیلم‌های موفقی چون چه چیزی گیلبرت گریپ را آزار می‌دهد، قوانین خانه سایدر و شکلات و... را کارگردانی کرده‌است.

## زندگی‌نامه
لاسه هالستروم در ۲ ژوئن ۱۹۴۶ استکهلم سوئد متولد شد. پدرش دندان‌پزشک و مادرش کارین لیبرگ نویسنده سوئدی بود. پدربزرگ مادری او، وزارت دارایی سوئد و رهبری حزب لیبرال سوئد در دهه سی را برعهده داشت.
هالستروم ابتدا با ساخت موزیک ویدئو شروع کرد و مهارت خود را در ساخت موزیک ویدئو مدیون گروه آبا است. پس از سال‌ها ساخت موزیک ویدئو در سال ۱۹۷۷ اولین فیلمش آبا را ساخت اما با ساخت دومین فیلمش بود که موفقیت‌های بین‌المللی نصیبش شد. موفقیت فیلم زندگی من به‌عنوان یک سگ (۱۹۸۵) که او را نامزد دو جایزه فیلم‌نامه و کارگردانی اسکار کرد، باعث شد هالستروم به آمریکا بیاید و در آنجا فیلم بسازد. پس از آن، با فیلم چه چیزی گیلبرت گریپ را آزار می‌دهد (۱۹۹۳) با بازی جانی دپ و لئوناردو دی‌کاپریوی گمنام در آن زمان دوباره مورد توجه منتقدین قرار گرفت. لاسه در قدم بعدی برای فیلم قوانین خانه سایدر (۱۹۹۹) تحسین منتقدین را برانگیخت و برای بار دوم نامزد دریافت جایزه اسکار برای کارگردانی شد. سومین نامزدی اسکار در سال بعد برای فیلم شکلات (۲۰۰۰) با بازی ژولیت بینوش و جانی دپ اتفاق افتاد اما موفق به بردن این جایزه نشد. جان عزیز (۲۰۱۰) و صید ماهی آزاد در یمن (۲۰۱۱) از دیگر فیلم‌های او هستند.
هالستروم در سال ۲۰۱۱ تصمیم گرفت به سوئد برگردد و در سرزمین مادری‌اش فیلم بسازد. فیلم بعدی لاسه هالستروم هیپنوتیزم‌کننده نام داشت و فیلمنامه آن بر اساس یکی از موفق‌ترین رمان‌های جنایی ادبیات سوئد از زمان سه‌گانه میلنیوم نوشته شد.

## گزیده فیلم‌شناسی
- ۱۹۸۵ – زندگی من به‌عنوان یک سگ
- ۱۹۸۶ – ما بچه‌های بولربو
- ۱۹۹۳ –  چه چیزی گیلبرت گریپ را آزار می‌دهد
- ۱۹۹۵ –  چیزی برای گفتن
- ۱۹۹۹ –  قوانین خانه سایدر
- ۲۰۰۰ –  شکلات
- ۲۰۰۱ –  اخبار کشتیرانی
- ۲۰۰۵ –  یک زندگی ناتمام
- ۲۰۰۵ –  کازانووا
- ۲۰۰۶ –  حقه
- ۲۰۰۹ –  هاچی: داستان یک سگ
- ۲۰۱۰ –  جان عزیز
- ۲۰۱۱ –  صید ماهی آزاد در یمن
- ۲۰۱۲ –  هیپنوتیزم‌کننده
- ۲۰۱۳ –  پناهگاه امن
- ۲۰۱۴ –  صد قدم راه
- ۲۰۱۷ –  هدف یک سگ
- ۲۰۱۸ –  فندق‌شکن و چهار قلمرو